# 藤森汎
藤森 汎（ふじもり はん、1940年 - ）は、日本の彫刻家。三軌会彫刻部会員・部長。

## 略歴
長野県諏訪市出身。諏訪市立高島小学校、諏訪市立上諏訪中学校を経て、1959年長野県諏訪清陵高等学校卒業。1963年東京都立大学人文学部卒業後、金属工芸家小川正波に師事した。1964年パリ国立高等美術学校（エコール・デ・ボザール・ド・パリ）彫刻科留学。彫刻家ロベール・クーチュリエに師事した。1967年プリ・ド・エコール賞受賞。ギャラリーホワイエ（パリ）にて、山本平と二人展開催。1968年帰国。1970年〜1985年立動美術展に会員として毎年出展。1972年から三軌展に会員として毎年出展。その間、会員優賞、三軌会賞、互井賞を受賞。1988年個展を文藝春秋画廊で開催。1993年第45回三軌展にて文部大臣奨励賞受賞。信州博覧会に出展。1995年個展を文藝春秋画廊、紀伊国屋画廊で開催。2007年個展を紀伊国屋画廊で開催。

## 代表作
- 『子供』
- 『青春』